# Альбенга
Альбе́нга (итал. Albenga) — самый крупный город Итальянской Ривьеры на пути между Империей и Савоной.
Население составляет 23 588 человек (на 2005 г.), плотность населения — 655 чел./км². Занимает площадь 36 км². Почтовый индекс — 17031. Телефонный код — 00182.
Святым покровителем города почитается Архангел Михаил. Праздник города отмечается 29 сентября.

## История и культура
В древности Альбенга была главным центром одного из лигурийских племён, которое боролось против Рима на стороне Карфагена, предоставив свою гавань в распоряжение Магона.  

С 13 г. до н. э. через Альбенгу проходила важная дорога на Галлию — via Iulia Augusta. О благосостоянии местных землевладельцев свидетельствует тот факт, что один из них, именем Прокул, поднял на борьбу с императором 2000 рабов и сам принял императорский титул. 

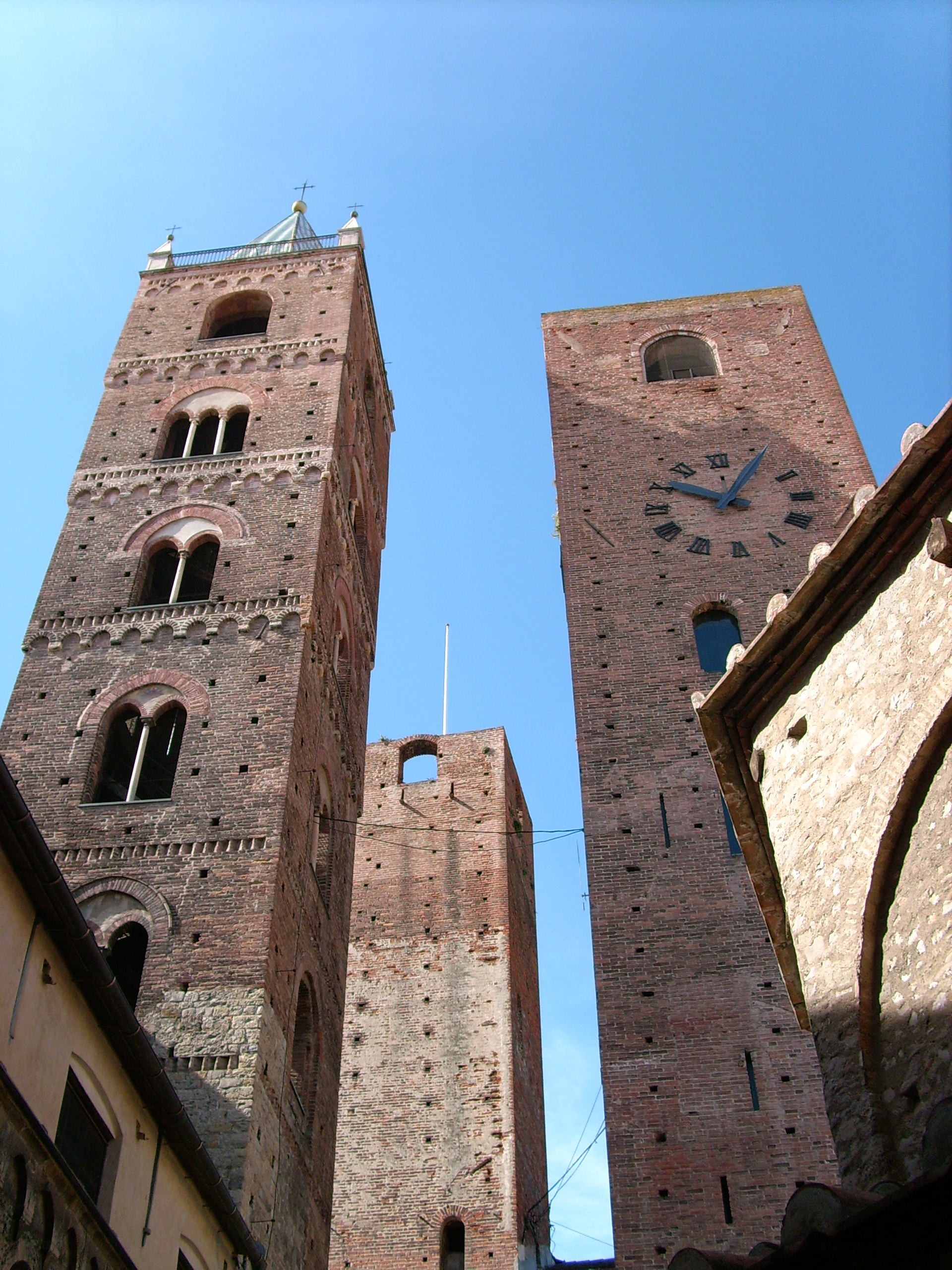
Средневековые башни Альбенги

Ввиду заиления устья реки Чента древнеримский город оказался погребён под аллювиальными отложениями. В 1950 морские археологи извлекли на поверхность корабль 2000-летней давности, который ныне выставлен в Музее римского флота. В значительной степени ушёл под почву и древний баптистерий, вероятно, V века постройки.
В годы крестовых походов Альбенга появляется на страницах летописей как свободная коммуна с широкими торговыми связями. В 1251 году город захватила Генуэзская республика, затем им владели маркграфы дома Алерамичи из Финале-Лигуре, миланские Висконти, с 1625 года — Савойская династия. Под властью чужеземцев город утратил былое политико-экономическое значение.
О величии средневековой Альбенги напоминают сохранившиеся башни того времени, отдельные фрагменты укреплений, а также городской собор XI—XII вв., освящённый во имя Михаила Архангела. В бухте расположен остров Галлинара с аббатством, где когда-то подвизался Мартин Турский.

## Города-побратимы
- Дабаш, Венгрия (2004)